# Jeanne Rij-Rousseau
Jeanne Rij-Rousseau (10 de junio de 1870 - 22 de octubre de 1956), pintora y teórica francés de la primera mitad del siglo XX.

## Vida
Jeanne Rij-Rousseau nació en Candé, en el departamento francés de Maine y Loira. A partir de 1890, vivió en París, donde entrando en relación con los pintores cubistas del Bateau-Lavoir, como Georges Braque o Juan Gris. Con su amigo y profesor Paul Sérusier, trabajaba sobre la correspondencia entre música y pintura.
En 1911 tenía lugar su primera exposición y en 1920, estaba en las presentaciones del Grupo de Puteaux. Viaja en algunos países, como Suiza, Alemania y Bélgica. Su éxito fue sin embargo corto, y murió, sola y pobre, en la casa de su sobrina nieta en un pueblo del Loir y Cher a la edad de 86 años.

## Obras
Ahora, sus obras se venden en Nueva York, Chicago, Londres o París. Solamente algunos museos parisinos tienen cuadros de ella, pues están mayoritariamente en colecciones privadas.
Jeanne Rij-Rousseau hacía cuadros, pero también objetos como sillas, mesas o bandejas. Decoraba uno de los pilares del famoso café-restaurante parisino La Coupole, ahora Monumento histórico.